# Roberto Fraga

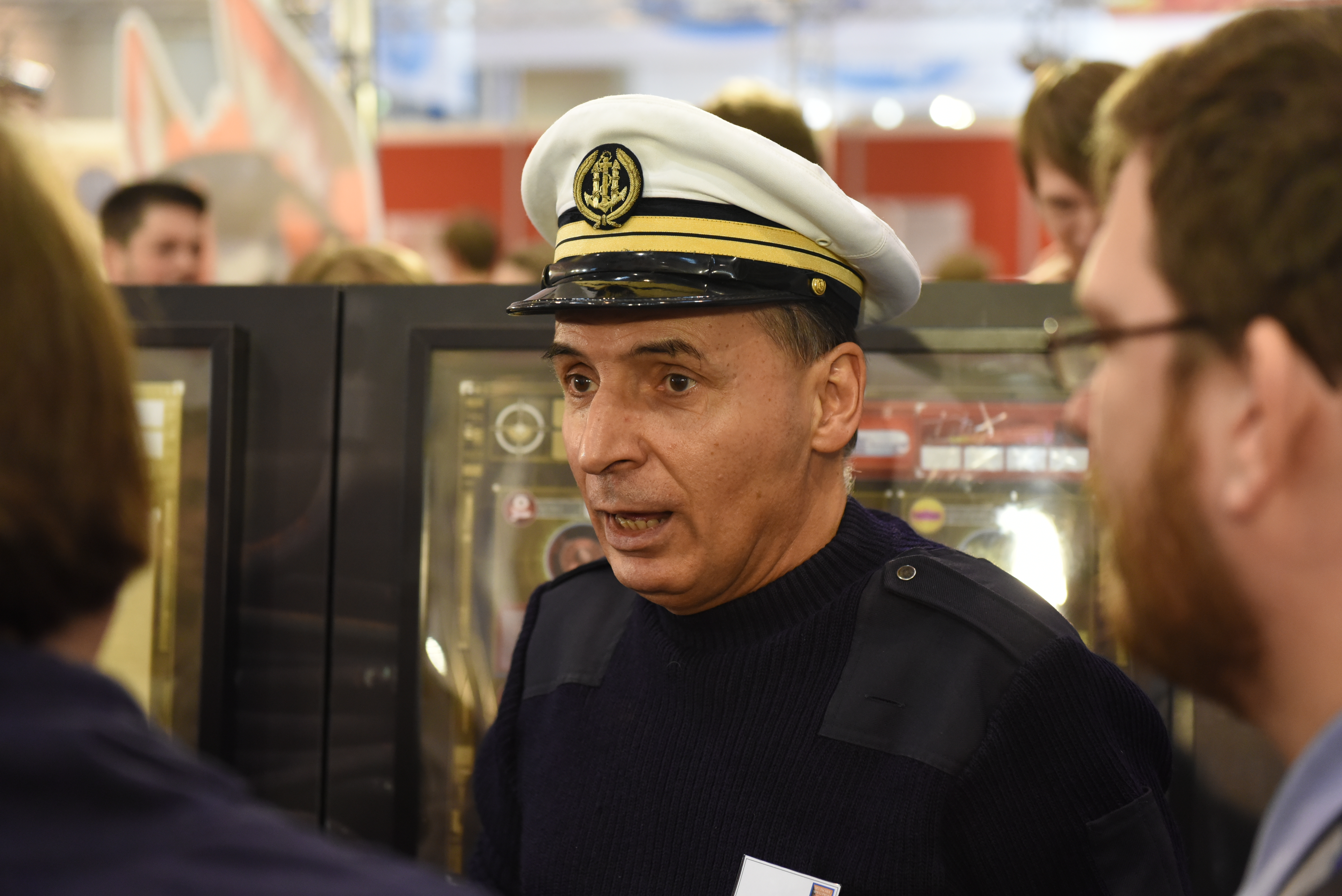
Roberto Fraga 2017 in Essen

Roberto Fraga (* 11. Dezember 1960 in La Coruña, Spanien) ist ein französischer Spieleautor.
Bekannt wurde er durch das Spiel Drachendelta, mit dem er in die Auswahlliste zum Spiel des Jahres 2001 aufgenommen wurde. Das Spiel wurde von Eurogames veröffentlicht und erschien im Jahre 2001. Das in Frankreich im Jahr 2000 bei Jeux Descartes unter dem Titel Les Dragons du Mékong veröffentlichte Spiel erhielt dort im selben Jahr die Auszeichnung Gobelet d’Or des Concours de créateurs de jeux.
Weitere bekannte Spiele von ihm sind das 2009 veröffentlichte Wo war’s?, das 2010 mit dem Deutschen Lernspielpreis ausgezeichnet wurde, und Lagoona, mit dem er für den Deutschen Lernspielpreis 2012 nominiert war.
Sein Magnetspinnenspiel Spinderella (Zoch 2015) war nicht nur auf der Shortlist des ToyAward der Nürnberger Spielwarenmesse 2015, sondern wurde Kinderspiel des Jahres 2015.
Roberto Fraga ist ein überaus produktiver Autor, allein oder zusammen mit anderen Spieleautoren. Er arbeitet eng mit den französischen Spieleautoren Odet Homer und Matthew Epenoux zusammen, mit denen er schon mehrere Familienspiele entwickelt hat.
Roberto Fraga ist verheiratet und hat mit seiner Ehefrau zwei Töchter. Er lebt und arbeitet in Saint-Malo in der Bretagne.

## Spiele

### Als Alleinautor
- 2000: Les Dragons du Mékong, Jeux Descartes
  - 2001: Drachendelta, Eurogames
- 2002: Tops, Ravensburger
- 2002: Squad seven, TF1 Games / Fox Mind Games
- 2003: Mexican Hat, Sentosphère
- 2003: Thalassa, Bioviva
- 2003: La Danse des œufs, HABA
  - 2003: Eiertanz, Haba
- 2003: Hoppla Lama, Goldsieber,
- 2004: Mare Polare, Selecta
- 2004: Mission espace Bioviva
- 2004: Mission jungle, Bioviva
- 2004: Mission Antarctique, Bioviva
- 2004: Rapid Croco, Cocktailgames
- 2004: In extremis, Cocktailgames
- 2004: Le Roi Zongo, HABA
- 2004: Extreme Limit, Jeux sur un plateau
- 2005: Trompéléphant, HABA
- 2006: Robinetto, Djeco
- 2006: Yoko-Yoko, Djeco
- 2006: Xtreme Limits, Goldsieber
- 2006: Cosmic attack,  Cocktailgames
- 2006: Gogogo, Drei Magier Spiele
- 2006: Quien tiene mi Corona ? Educa
- 2006: Detektyv Kroko, Trefl
- 2006: Top Model, Trefl
- 2006: Aussitôt dit, Aussitôt fait, HABA
  - 2006 Gesagt, getan, HABA, Deutscher Lernspielpreis (2007)
- 2006: Le Trésor des Mayas, HABA
  - 2006: Dschungelschatz, HABA
- 2007: Crazy Rings, Djeco
- 2007: Kellbazar, Djeco
- 2007: Kellbazar Junior, Djeco
- 2009: Wo war's?, Ravensburger[7]
- 2011: Lagoona, Beleduc Lernspielwaren
- 2011: Mammut Mambo, Ravensburger[8]
- 2015: Spinderella, Zoch Verlag, Kinderspiel des Jahres (2015)

### Zusammen mit Odet l’Homer und Matthieu d’Epenoux
- 2001: Contrario, Cocktailgames
- 2004: Mixo, Cocktailgames
- 2006: Contrario 2, Cocktailgames

### Zusammen mit Odet l’Homer undAxel de la Taille
- 2006: Salut les filles !, Cocktailgames

### Zusammen mit Odet l’Homer
- 1999: Moaï
- 2002: Sauvons la Princesse, HABA

### Zusammen mitLucien Geelhoed
- 2003: Time is Money, Ravensburger

### Zusammen mitClaude Vaselli
- 2005: Elementals, Adlung

### Zusammen mitAnnick Lobet
- 2011: Yakari, HUCH! & friends

### Zusammen mitYohan Lemonnier
- 2017: Captain Sonar, Pegasus Spiele – Kennerspiel des Jahres 2017: Empfehlungsliste; Deutscher Spiele Preis 2017: Platz 8.[9]